# Cyrtopogon sudator
Cyrtopogon sudator är en tvåvingeart som beskrevs av Osten Sacken 1877. Cyrtopogon sudator ingår i släktet Cyrtopogon och familjen rovflugor. Inga underarter finns listade i Catalogue of Life.